# Doraid Liddawi
Doraid Liddawi (en arabe دريد لداوي, en hébreu דוריד לידאווי) est un acteur arabe israélien de cinéma, de théâtre et de télévision né en 1984 à Nazareth. Il fait également des doublages et des émissions de radio.
Il est membre du Théâtre Majâz (« métaphore » en arabe), qui rassemble de jeunes comédiens tout autour de la Méditerranée. La troupe a joué en 2011 la pièce Croisades de Michel Azama, invitée par le Théâtre du Soleil d’Ariane Mnouchkine.

## Filmographie
- 2013 : Omar de Hany Abu-Assad : Soldat
- 2013 : Zaytoun d’Eran Riklis : Soldat syrien
- 2010 : A Trip to Jaffa d’Eitan Sarid (court métrage)
- 2010 : Miral de Julian Schnabel : Samir
- 2010 : Burtuqal (Oranges) de Maha Assal (court métrage) : Jeune homme
- 2009 :  Le Temps qu'il reste d’Elia Suleiman : Officier de Tsahal à Ramallah
- 2008 : Ha-Emet Ha'Eroma (La vérité nue, série TV) : Nimer
- 2008 : The Shooting of Thomas Hurndall (TV) : Soldat de Tsahal

## Théâtre (partiel)
- 2011 : Croisades de Michel Azama, Théâtre du Soleil, Paris
- 2009 : Mountain Language de Harold Pinter, Fringe Theatre, Nazareth
- 2009 : Breaking News d’Amer Hlehel, Théâtre Al-Midan, Haïfa
- 2008 : Plonter de Yaeli Ronen, Cameri Theatre, Tel Aviv
- 2008 : Once Again a Love Story de Vladimir Granov, Fringe Theatre, Nazareth
- 2007 : Gefen Baladi (Vigne Native) de Rami Danon et Amnon Levi, Cameri Theatre,  Tel Aviv (avec Shredy Jabarin)
- 2006 : Coraba d’Ayman Nahas, Trani, Italie